# Praha-Libeň
Praha Libeň – stacja kolejowa w Pradze, w dzielnicy Libeň, w Czechach przy ulicy Českomoravská 316/24. Stacja ma 3 perony.
Stacja jest częścią praskiego węzła kolejowego, położona jest na linii kolejowej nr 010 Praga – Český Brod – Kolín – Česká Třebová i łączą się z nią inne linie łączące. Zatrzymują się tu pociągi pasażerskie wszystkich kategorii i jest to jedna z najważniejszych stacji w Republice Czeskiej dla transportu towarowego.

## Ruch kolejowy
Na stacji zatrzymują się pociągi pasażerskie Esko Praha: S1 Praha Masarykovo nádraží – Český Brod – Kolín, linia S49 Roztoky u Prahy – Praha-Hostivař oraz linia S7, kursująca w godzinach szczytu z Beroun do Český Brod; zostały one dwukrotnie podzielone w latach 2020 i 2021 w związku z pracami na węźle praskim w Pradze, a ich lokalna odnoga została włączona do linii S1.
Połączenia na wschód kraju i dalej na Słowację zapewniają niektóre połączenia kolei czeskich SuperCity, EuroCity i InterCity, a także pociągi RegioJet i Leo Express. Czynna jest także stacja towarowa, na którą codziennie kursują pociągi ČD Cargo.

## Dawne nazwy[2]
- 1877–1913 Libeň
- 1913–1923 Libeň státní nádraží
- 1923–1941 Libeň horní nádraží
- 1941–1985 Praha-Libeň horní nádraží
- 1985–obecnie Praha-Libeň

| Praha-Libeň                             |  |                                |
| Linia 011 Praha - Kolín (5,000 km)      |  |                                |
| Praha hlavní nádražíodległość: 5,000 km |  | Praha-Kyje odległość: 4,000 km |
| Linia                                   |  |                                |
| Praha Masarykovo nádražíodległość: ? km |  |                                |